# Oxya glabra
Oxya glabra är en insektsart som först beskrevs av Willy Adolf Theodor Ramme 1929.  Oxya glabra ingår i släktet Oxya och familjen gräshoppor. Inga underarter finns listade i Catalogue of Life.